# Prefettura di Casablanca
La prefettura di Casablanca è una delle prefetture del Marocco, parte della regione della Casablanca-Settat.

## Geografia antropica

### Suddivisioni amministrative
La prefettura di Casablanca conta 16 quartieri (arrondissement) della città di Casablanca raggruppati in 8 prefetture di arrondissement e 1 municipalità:

#### Quartieri
- Prefettura di Ain Chock
  - Aîn-Chock
- Prefettura di Ain Sebaa-Hay Mohammedi
  - Aîn-Sebaâ
  - Hay Mohammadi
  - Roches Noires
- Prefettura di Al Fida-Mers Sultan
  - Al Fida
  - Derb-Sultan
- Prefettura di Ben M'Sick
  - Ben M'Sick
  - Sbata
- Prefettura di Casablanca-Anfa
  - Anfa
  - El Maarif
  - Sidi Belyout
- Prefettura di Hay Hassani
  - Hay Hassani
- Prefettura di Moulay Rachid-Sidi Othmane
  - Moulay Rachid
  - Sidi Othmane
- Prefettura di Sidi Bernoussi-Zenata
  - Sidi Bernoussi
  - Sidi Moumen

#### Municipalità
- Mechouar di Casablanca